# Astroganga/Maya
Astroganga/Maya  è uno split-single del Galaxy Group (pseudonimo dei Pandemonium) e di Mariano Detto, pubblicato nel 1980. 

## I brani

### Astroganga
Astroganga era la sigla dell'anime omonimo, scritto da Andrea Lo Vecchio su musica e arrangiamento di Detto Mariano.  
Il brano fu rielaborato a partire da una versione strumentale dal titolo Polymoog dance, presente nella colonna sonora del film Cornetti alla crema.
Tra i personaggi secondari del film, interpretato tra gli altri da Lino Banfi ed Edwige Fenech, vi è Ulrico, l'energumeno giocatore di football americano fidanzato e gelosissimo della Fenech, interpretato dall'attore Maurizio Tocchi, che Banfi definisce, all'interno del film, come Mazinga, a causa della sua mole e della sua possenza. Ogni apparizione di questo personaggio nel film, viene accompagnata da un brano musicale che, non è altro che la versione strumentale di Astroganga.

### Maya
Maya è un brano strumentale scritto da Detto Mariano ispirato alla serie. Il brano non viene ufficialmente attribuito ad alcun esecutore, ma si tratta della base ritmica di Figli di Giove.

## Tracce
Lato A
1. Astroganga (testo: Andrea Lo Vecchio – musica: Detto Mariano)

Lato B
1. Maya (Detto Mariano)

## Edizioni
Entrambi i brani sono stati inseriti nella compilation Le sigle d'oro dei cartoni animati e in numerose raccolte.